# (3147) Samantha
(3147) Samantha es un asteroide perteneciente al cinturón de asteroides, descubierto el 16 de diciembre de 1976 por la astrónoma soviética Liudmila Chernyj desde el Observatorio Astrofísico de Crimea.

## Designación y nombre
Designado provisionalmente como  1976 YU3. Fue nombrado Samantha en honor a la joven pacifista, escritora y actriz estadounidense Samantha Smith.